# Joachim Trebbe
Joachim Trebbe (* 1965 in Meppen) ist ein deutscher Kommunikationswissenschaftler und Professor am Institut für Publizistik- und Kommunikationswissenschaft der Freien Universität Berlin.

## Leben
1984 begann Trebbe an der Universität Göttingen ein Studium der Sozial- und Wirtschaftswissenschaften, das er 1990 abschloss. Anschließend war er am Göttinger Institut für angewandte Kommunikationsforschung GöfaK als Studienleiter tätig und hatte Lehraufträge an den kommunikationswissenschaftlichen Instituten der Universitäten Göttingen und Leipzig, bis er 1994 eine Stelle als Wissenschaftlicher Mitarbeiter am Institut für Publizistik- und Kommunikationswissenschaft der Freien Universität Berlin erhielt. 1996 wurde Trebbe an der FU Berlin mit einer Dissertation zur publizistischen Vielfalt in lokalen Kommunikationsräumen zum Dr. phil. promoviert. 1999 vertrat er eine Hochschuldozentur am Institut für Publizistik der Universität Göttingen und wurde an der FU zum Wissenschaftlichen Assistenten befördert.
2003 wechselte er an die Universität Freiburg (Schweiz), wo er bis 2009 Assoziierter und ab 2010 Ordentlicher Professor für Medien- und Kommunikationswissenschaft war.
2008 habilitierte sich Trebbe am Fachbereich Politik- und Sozialwissenschaften der FU Berlin mit einer Schrift zum Thema „Ethnische Minderheiten, Massenmedien und Integration“.
Seit August 2011 ist er dort Professor für Publizistik- und Kommunikationswissenschaft mit dem Schwerpunkt Medienanalyse und Forschungsmethoden. Für das Bundesamt für Kommunikation ist Trebbe als wissenschaftlicher Leiter regelmäßig für die Programmanalysen der SRG-Fernsehprogramme zuständig. Er hat den Vorsitz der medienwissenschaftlichen Kommission der Mediapulse Stiftung für Medienwissenschaft inne, welche die Erhebung von Daten zur Nutzung von Radio- und TV-Programmen in der Schweiz verantwortet. Von 2014 bis 2018 leitete er mit Martin Emmer das DFG-Projekt zur Konvergenz von Fernsehen und Internet aus Angebots- und Nutzungsperspektive sowie seit 2017 das BMBF-Projekt "NOHATE", das Hasskommunikation in sozialen Medien untersuchen soll. In Kooperation mit der Otto-Brenner-Stiftung erhebt und veröffentlicht Trebbe regelmäßig objektivierbare Programmdaten zu den regionalen dritten Programmen der ARD.

## Veröffentlichungen (Auswahl)
- Sünje Paasch-Colberg, Christian Strippel, Martin Emmer, Joachim Trebbe: From Insult to Hate Speech: Mapping Offensive Language in German User Comments on Immigration. In: Media & Communication. Band 9, Nr. 1, 2021.
- Anne Beier, Stephanie Fiechtner, Joachim Trebbe: Ordinary Citizens in Swiss Public Television News: Representing a National Public Sphere? 8. Auflage. Journalism Studies, Nr. 21, 2020, S. 1055–1075, doi:10.1080/1461670X.2020.1771193.
- Joachim Trebbe, Sünje Paasch-Colberg, Janine Greyer, Ada Fehr: Media Representation: Racial and Ethnic Stereotypes. In: Patrick Rössler, Cynthia A. Hoffner, Liesbet van Zoonen (Hrsg.): The International Encyclopedia of Media Effects. John Wiley & Sons, Inc., 2017, doi:10.1002/9781118783764.
- Joachim Trebbe, Anne Beier, Matthias Wagner: Information oder Unterhaltung? - Eine Programmanalyse von WDR und MDR. Hrsg.: Otto Brenner Stiftung Jupp Legrand. OBS-Arbeitspapier Nr. 17. Frankfurt am Main 2015.
- Trebbe, Joachim: Zwischen Boulevard und Ratgeber-TV. Eine vergleichende Programmanalyse von SWR und NDR. OBS-Arbeitspapier Nr. 12. Frankfurt am Main 2013.
- Joachim Trebbe, Philomen Schönhagen: Ethnic Minorities in the Mass Media: How Migrants Perceive Their Representation in Swiss Public Television. In: Journal of International Migration and Integration / Revue de l’integration et de La Migration Internationale. 2011, S. 411–428, doi:10.1007/s12134-011-0175-7.
- Joachim Trebbe: Ethnische Minderheiten, Massenmedien und Integration. Eine Untersuchung zu massenmedialer Repräsentation und Medienwirkungen. Hrsg.: Springer VS. 2009.
- Joachim Trebbe: Types of Integration, Acculturation Strategies and Media Use of Young Turks in Germany. In: Communications. Band 32, Nr. 2, 2007, doi:10.1515/COMMUN.2007.011.